# 夏野元志
夏野 元志（なつの もとし、1972年〈昭和47年〉10月31日 - ）は、日本の政治家。富山県射水市長（4期）。元・富山県議会議員（2期）。

## 来歴
富山県大門町（現・射水市）出身。大門町立浅井小学校、大門町大島町中学校組合立大門中学校、富山県立高岡高等学校卒業。1995年（平成7年）3月、東北大学工学部土木工学科卒業。同年4月、射水建設興業株式会社に就職。
2003年（平成15年）4月の富山県議会議員選挙に射水郡選挙区から無所属・自民党推薦で出馬し初当選。
2005年（平成17年）11月1日、射水郡の全町村（小杉町、大門町、大島町、下村）および新湊市が合併して射水市が発足。2007年（平成19年）の県議選では射水市選挙区から自民党公認で出馬し2期目の当選。
2009年（平成21年）11月15日に行われた射水市長選挙に出馬し、現職の分家静男を破り初当選（夏野：31,915票、分家：27,238票）。投票率は78.25％。11月27日、市長に就任。2013年（平成25年）、再選。2017年（平成29年）、無投票により3選。2021年（令和3年）、無投票により4選。

## 市政
- 2020年（令和2年）6月1日、新型コロナウイルス対策の財源に充てるため、自身の6月期末手当を50％減額すると発表した。副市長については20％、教育長については10％減額する[5]。